# 上水研一朗
上水 研一朗（あげみず　けんいちろう、1974年6月7日 -）は、日本の柔道家。現役時代は95kg超級の選手。現役時代は身長183cm。体重125kg。得意技は内股、大内刈、体落。現在は東海大学体育学部武道学科教授。さらに男子柔道部監督も務めている。

## 来歴
熊本県出身。柔道は小学校5年の時に始めた。父親が柔道部監督を務めていた八代第三中学3年の時には全国中学校柔道大会78kg超級で2位になった。
東海大学付属相模高校に進学。高校1年の時に全国高校選手権団体戦で2位。高校2年の時は金鷲旗で優勝を飾った。全国高校選手権では個人戦決勝で天理高校1年の牧野貴仁に判定で敗れると、団体戦でも2位に終わった。高校3年の金鷲旗では3位、インターハイ団体戦では2位にとどまった。
東海大学に進学。大学1年の時は正力杯初戦で天理大学3年の篠原信一を判定で破るなどして3位になった。正力国際では2回戦でドイツのフランク・モラーに崩袈裟固で敗れるが、敗者復活戦を勝ち上がって3位になった。また、優勝大会では3位。大学2年の時も優勝大会では3位だったが、大学3年の時から2年連続して優勝大会で優勝を飾った。
1997年に綜合警備保障所属。実業個人で優勝を果たすが、その後、際立った活躍は見られなかった。
引退後はアイダホ州立大学へ留学。現地の柔道クラブで指導を行った。2008年に東海大学柔道部監督に就任すると、その年から2014年まで前人未到となる優勝大会の7連覇を達成させるなど、卓越した手腕を発揮。平塚柔道協会の会長は上水について「若くして品格を備えた人物」と評価している。一方、上水本人は「量より質。それも究極の質を高めることが重要」だとして、数年先を見越したチーム作りと選手育成を常に考えているという。
2025年には柔道部監督を辞任することになった。2008年に監督に就任して以降、優勝大会で実に14度の優勝へ導く実績を築き上げた。

## 戦績
(階級表記のない大会は全て95kg超級及び100kg超級での成績)
- 1989年 -　全国中学校柔道大会　個人戦78kg超級　2位
- 1991年 -　全国高校選手権　団体戦　2位
- 1991年 -　金鷲旗　優勝
- 1991年 -　インターハイ　団体戦　5位
- 1992年 -　全国高校選手権　個人戦無差別　2位　団体戦　2位
- 1992年 -　金鷲旗 3位
- 1992年 -　インターハイ　個人戦　優勝　団体戦　2位
- 1993年 -　正力杯　3位
- 1993年 -　優勝大会　3位
- 1994年 -　正力国際　3位
- 1994年 -　優勝大会　3位
- 1995年 -　優勝大会　優勝
- 1996年 -　優勝大会　優勝
- 1997年 -　実業個人　優勝
- 1998年 -　実業個人　3位
- 2000年 -　実業個人　5位

## 所属学会
- 日本武道学会

## DVD
- 「柔道技術の習得 其の一」 ～東海大学柔道部 上水研一朗による柔道指導　ティアンドエイチ株式会社（2012年）